# Diplazium welwitschii
Diplazium welwitschii är en majbräkenväxtart som först beskrevs av William Jackson Hooker och som fick sitt nu gällande namn av Friedrich Ludwig Diels.
Diplazium welwitschii ingår i släktet Diplazium och familjen Athyriaceae. Inga underarter finns listade i Catalogue of Life.